# Martinengo
Martinengo (AFI: [martiˈnɛŋɡo/martiˈneŋɡo]; Martinèngh in dialetto bergamasco, AFI: [maɾtiˈnɛŋk]) è un comune italiano di 11 060 abitanti della provincia di Bergamo in Lombardia. Situato nella pianura orientale bergamasca, dista circa 20 chilometri a sud dal capoluogo orobico.
Il 13 dicembre 2011 il presidente della Repubblica Giorgio Napolitano ha firmato il decreto che conferisce a Martinengo il titolo di città.

## Storia

### L'antichità
I primi insediamenti sul territorio comunale risalgono all'epoca romana. Già alla fine del Quattrocento fra Giovanni Giocondo indicava nel suo Codice la presenza dell'“Ara Sacra dove” poi fu edificata la chiesa di San Fermo. La stele conservata nel Civico museo archeologico di Bergamo è il più importante ritrovamento del territorio di Martinengo. Numerosi sono i reperti venuti alla luce tra il XIX e il XX secolo che richiamano chiaramente la presenza di insediamenti stabili. Alcune sepolture tardo romane, con annessi corredi funerari comprendenti monete, utensili e suppellettili, sono state rinvenute tra il 1875 e il 1883. Cinque di queste poste a distanza di 1,50 m. Una tomba conservava i resti del defunto con 16 monete di bronzo accanto al capo, e un vaso fittile ai piedi risalenti al IV secolo. Si evidenziano tuttavia la presenza di villae rusticae sparse, senza che si fosse sviluppato un vero e proprio borgo: queste infatti facevano riferimento al pagus del vicino borgo di Cortenuova.

### Il Medioevo
La caduta dell'impero romano portò un periodo di instabilità politica, causato dalle invasioni barbariche, durante le quali giunsero in Italia i Longobardi.

Questa popolazione si stabilì sul territorio di Martinengo, come si evince dai ritrovamenti inerenti a quel periodo, e in particolar modo dal significato del toponimo: Martinengo, difatti sta a significare proprietà di Martino, con la caratteristica desinenza longobarda -engo. I nuovi colonizzatori, dopo la loro conversione al cristianesimo, vi fondarono alcuni edifici sacri dedicati al culto dei loro santi protettori, tra cui san Giorgio, sant'Agata 

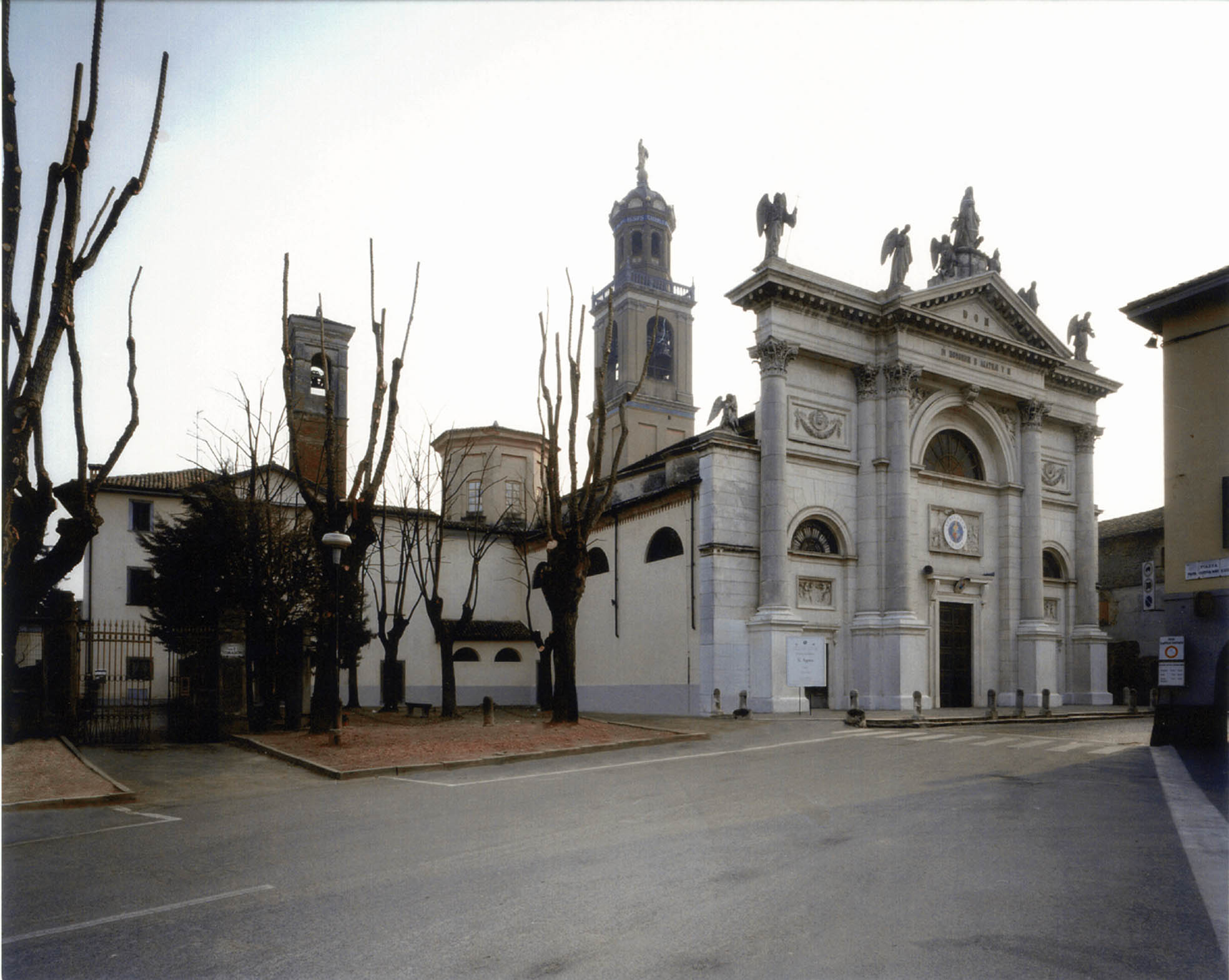
La maestosa chiesa prepositurale

 e San Michele, ma soprattutto edificarono una cinta muraria comprensiva di castello, attorno al quale cominciò a svilupparsi un nucleo abitativo.

#### Le origini

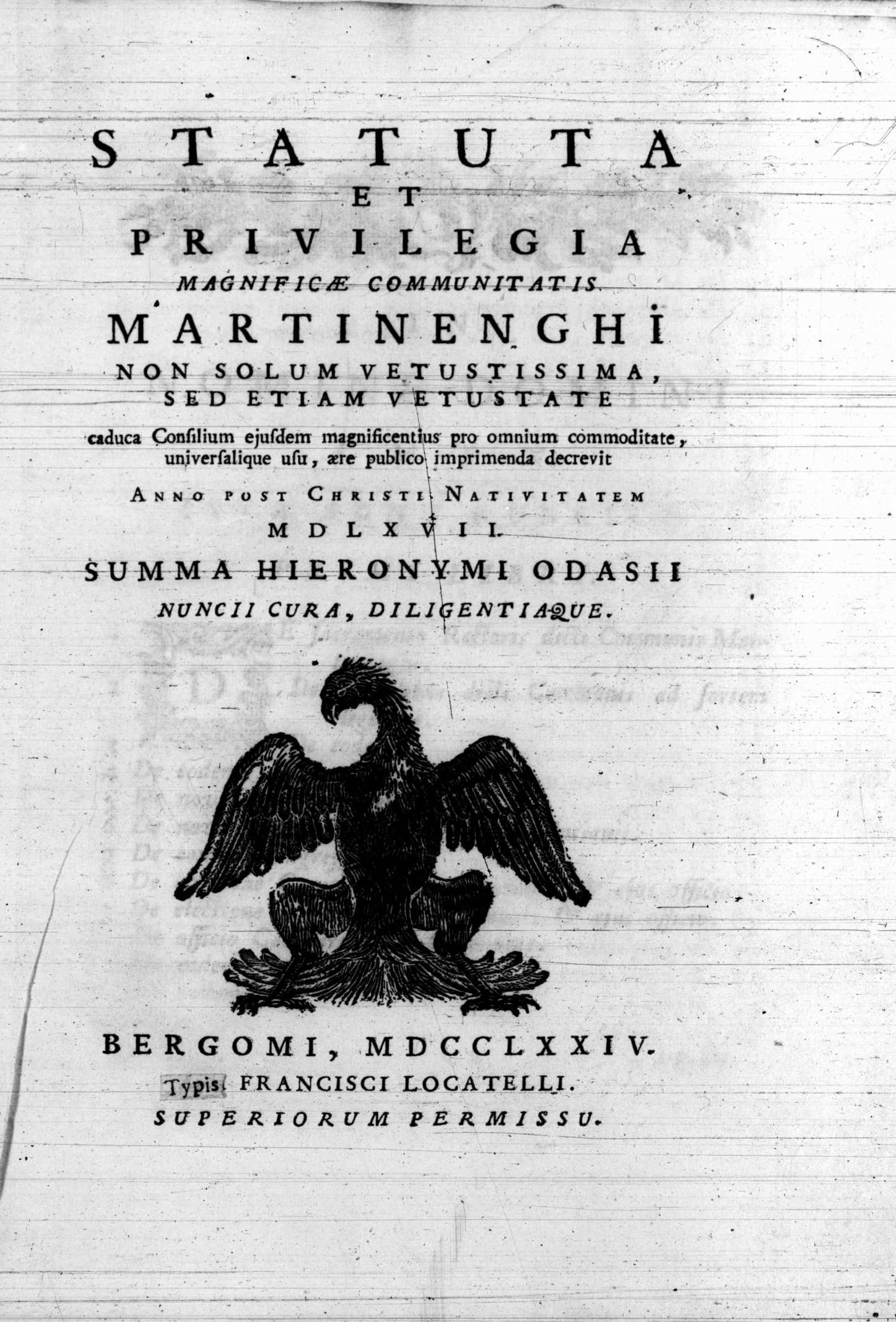
Gli statuti e i privilegi del Comune di Martinengo (Statuta et privilegia magnificae communitatis Martinenghi, 1774)

Il primo documento scritto in cui viene fatta menzione di Martinengo è un testamento risalente al 774, nell'epoca a cavallo tra la dominazione longobarda e quella dei Franchi.
Con questi nuovi occupanti, che diedero vita al Sacro Romano Impero, si verificò lo sviluppo del feudalesimo che segnò una nuova epoca per il borgo di Martinengo.
Inizialmente assegnata alla diocesi di Bergamo, Martinengo venne presto sottoposta alla giurisdizione della famiglia dei Gisalbertini. Questi posero la loro dimora nel castello longobardo, a cui apportarono sostanziali modifiche tra cui un fossato e un imponente terrapieno difensivo, a cui si poteva accedere tramite due ingressi: la Porta del Tombino (poi porta Garibaldi) e la Porta del Bonovo (poi porta Giovanni XXIII), rendendolo il centro della vita della popolazione.
L'importanza che questa famiglia ebbe per il paese è visibile nello stemma comunale in cui campeggia un'aquila rossa su sfondo oro, simbolo della famiglia, che ben presto sostituì il nome del casato con quello del paese stesso.
I conti Martinengo però, nel corso del XII secolo, decisero di trasferirsi nel vicino castello di Cortenuova, costruito in seguito alla concessione di quei territori da parte del vescovo di Bergamo Ambrogio Martinengo, loro parente. La loro partenza pose di fatto termine alla signoria nel paese, che acquisì l'autonomia comunale come testimoniato da documenti datati 1221.
Questa esperienza politica ebbe vita breve, dato che Martinengo venne coinvolto nelle lotte tra guelfi e ghibellini e cominciò a gravitare nell'orbita della città di Bergamo.
Il XIII secolo si caratterizzò anche per un grande incremento demografico, dovuto in gran parte all'immigrazione di numerose famiglie in fuga dal vicino territorio di Cortenuova, borgo raso al suolo da Federico II nella battaglia di Cortenuova il 27 novembre 1237.
Nel XIV secolo il potere passò nelle mani della famiglia milanese dei Visconti che concesse al paese numerosi privilegi, ma lo impegnò in ulteriori scontri con la Repubblica di Venezia, intenzionata ad impossessarsi di questi territori. Le dispute terminarono con la pace di Ferrara che, il 5 maggio 1428, sancì il passaggio di Martinengo alla Serenissima, la quale, nel 1454, diede in concessione i territori comunali al condottiero Bartolomeo Colleoni.
Quest'ultimo vi costruì numerosi edifici, tra cui la Casa del Capitano, sua residenza nel paese, il monastero di Santa Chiara e un convento francescano; compì anche nuovi interventi sulla cinta muraria del borgo, oltre a realizzare numerose opere di bonifica con le rogge che diedero maggiore impulso a un'agricoltura già piuttosto fiorente.

### Epoca moderna

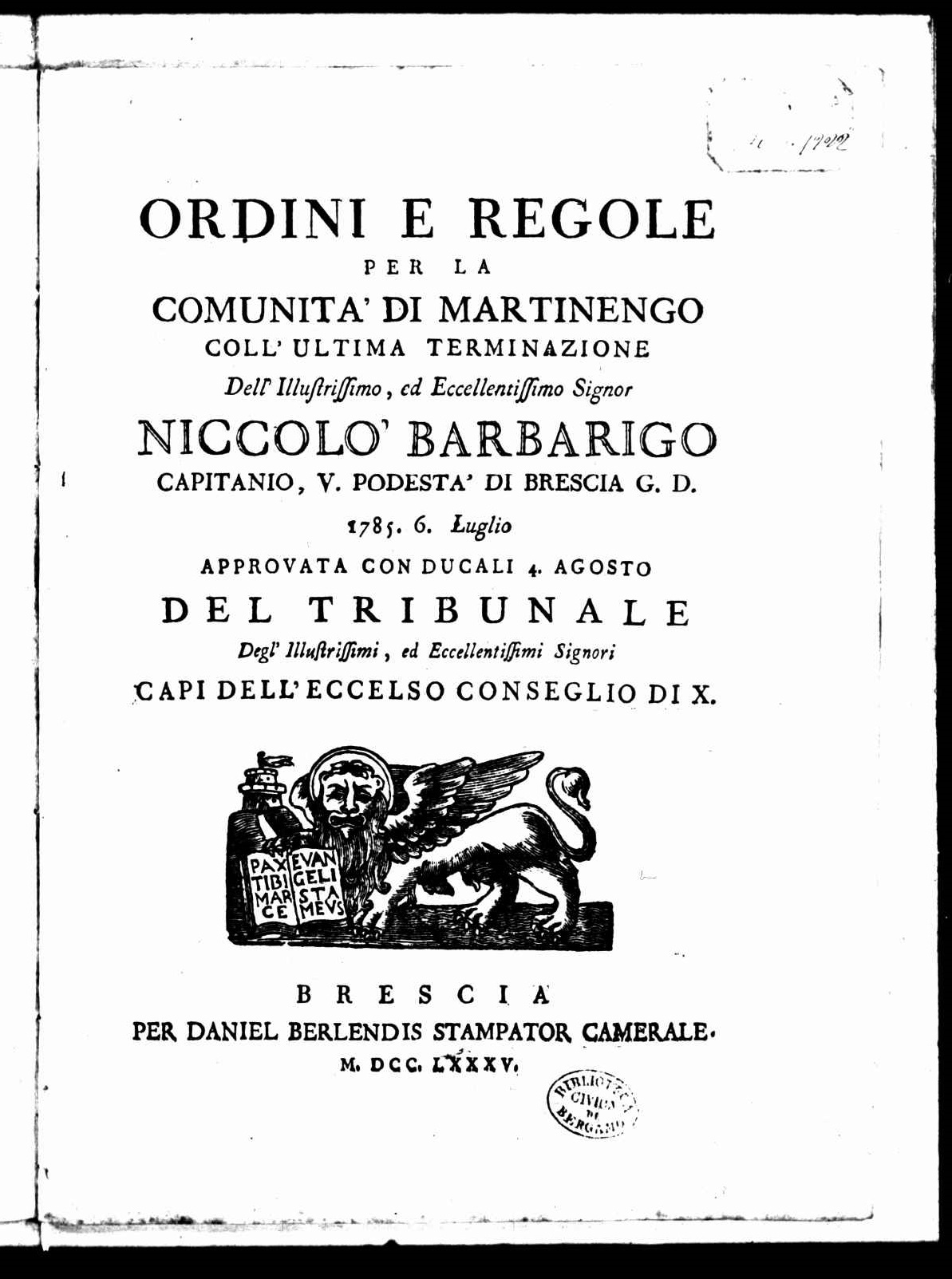
Ordini e regole per la comunità di Martinengo del capitanio e podestà di Brescia Niccolò Barbarigo, 1785

La dominazione veneta durò, salvo qualche piccola parentesi, fino al 1797, anno nel quale vi subentrò la Repubblica Cisalpina. In questo frangente particolare Martinengo si autodichiarò Repubblica del Libero Popolo di Martinengo con un'indipendenza che durò il tempo di un'estate. Anche la nuova Repubblica Cisalpina durò poco tempo, dal momento che già nel 1815 venne sostituita dal Regno Lombardo-Veneto, inserito come parte integrante dell'Impero austriaco.

### L'epoca contemporanea
L'ultimo avvicendamento avvenne nel 1859 quando Martinengo, unitamente al resto della provincia bergamasca, entrò a fare parte del Regno d'Italia.
Da quel momento il comune di Martinengo ha visto una progressiva trasformazione del proprio territorio da prevalentemente rurale a piccolo centro industriale.

### Simboli
Lo stemma con un'aquila rossa in campo d'oro era l'emblema della famiglia Martinengo e pur essendo da sempre il simbolo dell'intera comunità, è stato ufficialmente approvato dal Comune il 21 maggio 2012 e concesso con decreto del presidente della Repubblica del 30 luglio dello stesso anno.
(D.P.R. 30 luglio 2012)
Il gonfalone è un drappo di azzurro.

## Monumenti e luoghi d'interesse

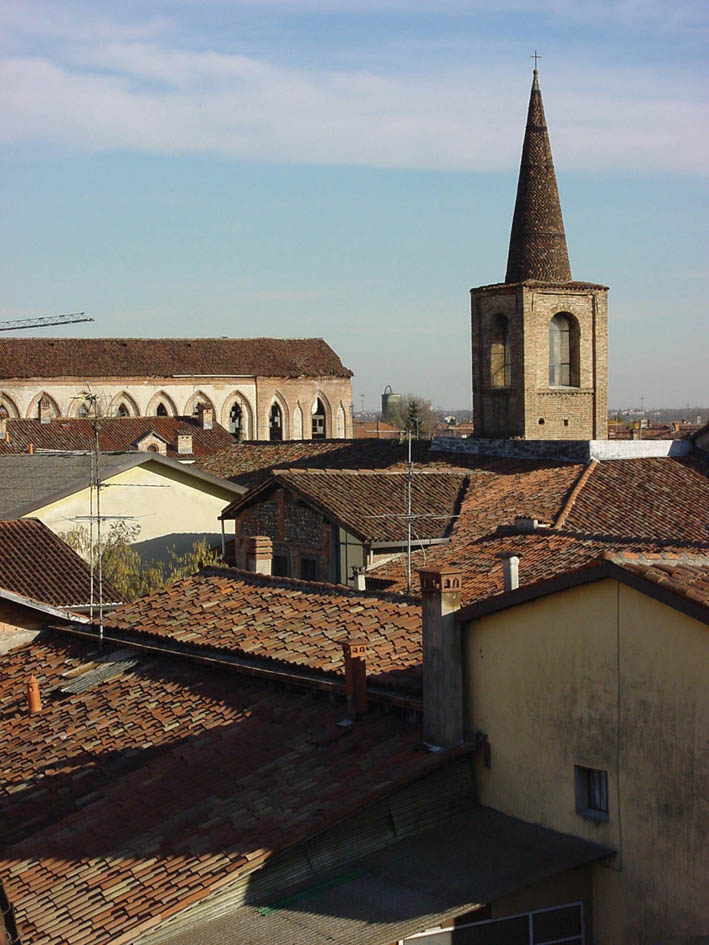
Veduta aerea del centro storico di Martinengo

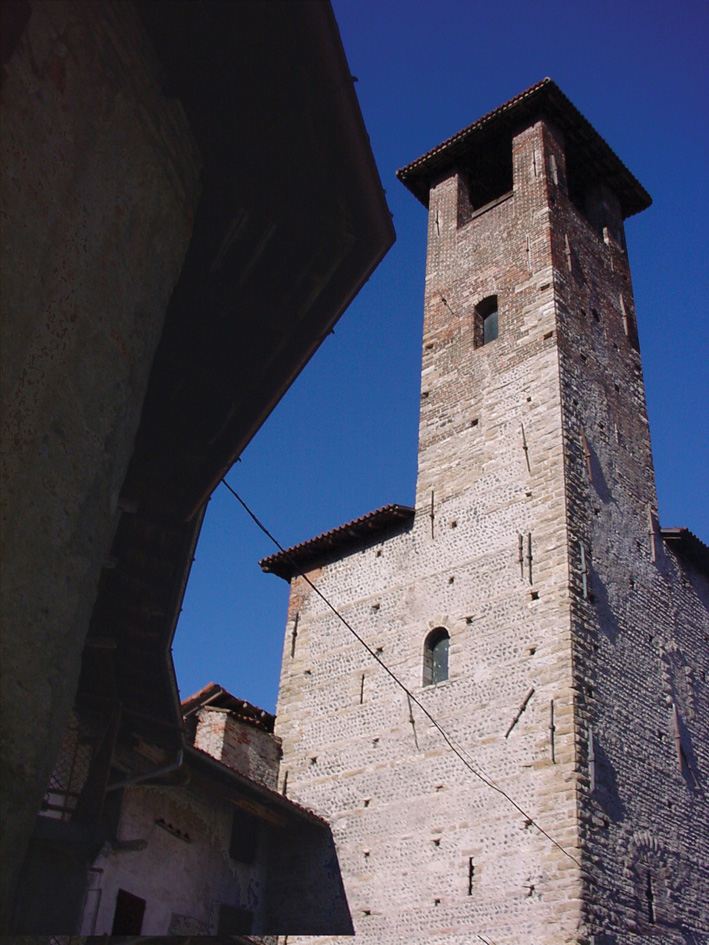
Il Castello di Martinengo

### Architetture religiose
- Chiesa prepositurale di Sant'Agata, grande edificio risalente al XIII secolo, ma ripreso completamente (ed anche orientato verso sud ovest, proprio per poter essere ingrandito a spese di alcuni edifici adiacenti) due secoli più tardi in stile gotico-lombardo, su progetto dell'architetto Tonino da Lumezzane, bresciano il quale fu incaricato da Bartolomeo Colleoni già nel 1455 (solo un anno dopo il suo insediamento come signore di questo territorio). Successive sostanziali modifiche (secolo XIX) ne alterarono la struttura, ma soprattutto la decorazione, in stile neoclassico, in cui spicca la notevole facciata in marmo (Bianco Zandobbio e Botticino) eseguita su progetto di Giacomo Bianconi (inizi XIX) e terminata da Angelo Cattò (inizi della seconda metà Ottocento). All'interno presenta una grande quantità di opere pittoriche eseguite da artisti locali, nonché stucchi ed intarsi di ottima fattura. La chiesa a tre grandi navate è stata pensata dal Colleoni come una cattedrale. Il nuovo presbiterio e il restauro di tutti gli stucchi risalgono al 1995-2000 (architetto Francesco Pavoncelli). Per il Giubileo del 2000 è stata adattata la parte bassa dell'altare dei Santi (architetto Pavoncelli, marmi Remuzzi). Di notevole impatto l'antico pulpito in legno con la parte bassa risalente al 1300 e il suo capocielo di epoca più tarda. Nell'edificio sacro si dice che il Colleoni volesse la chiesa così vasta perché la immaginò come una vera e propria cattedrale per quella che doveva essere la città capitale del suo nascente feudo.

- Chiesa dell'Addolorata, risalente al termine del XVIII secolo.[10] Un tempo adibita a sede della Congregazione dei Giovani, presenta una struttura a tre navate sormontate da piccole cupole sostenute da leggiadre colonne in pietra. La sua fondazione è da collocare tra la metà del Settecento e la prima metà dell'Ottocento (primo riferimento, la visita pastorale del vescovo Speranza, mentre nella visita del vescovo Redetti del 1738, la pur grande chiesa non viene per nulla menzionata. La Repubblica Cisalpina dichiarando la soppressione delle Confraternite determinò il declassamento della chiesa che infatti, pur rimanendo consacrata, viene poco utilizzata per le celebrazioni religiose (Festa di Maria Addolorata) e di più come luogo di concerto (ottima acustica) e di mostre. Famosa l'annuale Mostra dei Presepi che si tiene nel periodo natalizio.[11]

- Ex-monastero di Santa Chiara, edificato per volere di Bartolomeo Colleoni in seguito alla morte della moglie Tisbe Martinengo, presenta due serie di affreschi di autore anonimo di pregevole fattura (un'aula presenta una parete interamente ricoperta di affreschi quattrocenteschi attribuiti a un ignoto “Maestro di Martinengo” che si ispirò alle opere del Mantegna; La Grande Crocifissione, centrale del registro superiore, tra i riquadri dell'Arcangelo Gabriele e della Vergine Annunciata, e, sotto, la Deposizione dalla croce tra San Francesco alla Verna e San Girolamo penitente sono considerati tra i primi affreschi rinascimentali della Lombardia).
- Chiesa di Santa Maria Maddalena, citato in documenti del XV secolo e un tempo sede della numerosa Confraternita dei Disciplini di Santa Maria Maddalena. Questi ultimi, vestendo di bianco e incappucciati si dedicavano ad esercizi ascetici con digiuni e flagellazioni. L'edificio a unica sala era originariamente diviso in due piani con celebrazioni contemporanee (Decreto vescovile del 26 maggio 1466, vescovo Lodovico Donà). San Carlo Borromeo, in visita nel 1575, ordinava piccole modifiche. Del 1605 il bel campanile costruito dentro l'adiacente cimitero e del 1618 l'ampliamento dell'intera chiesa con volta a botte. Belli i resti degli affreschi e molto bello l'altare dove una preziosa medaglia della Pietà in marmo bianco testimonia la cura con cui il luogo era tenuto. La chiesa è quasi sempre chiusa, apre in particolari occasioni come per il Sabato Santo quando vi si benedicono le uova di Pasqua.

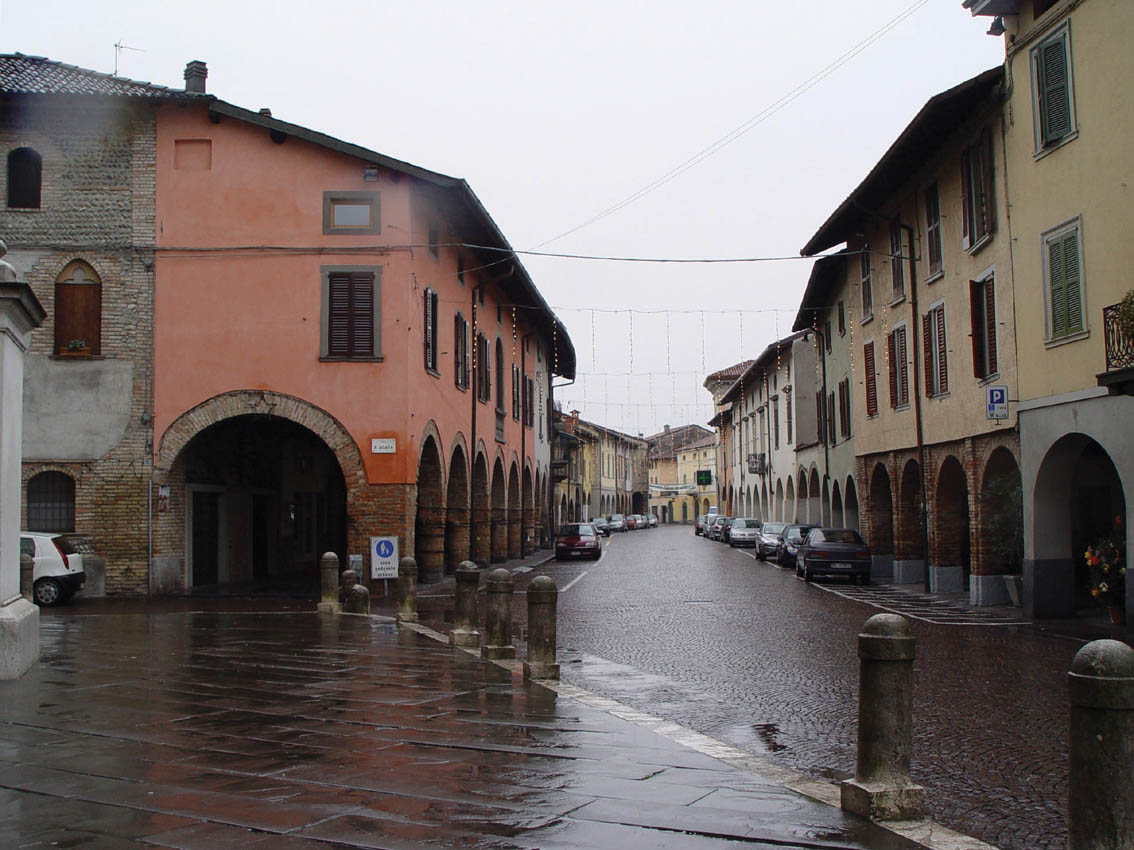
Via Tadino a Martinengo

- Santuario della Madonna della Fiamma, risalente al XVI secolo si trova fuori le mura a nord dell'antico abitato. Interno barocco leggero restaurato tra il 1990 e il 1995 sotto la direzione dell'architetto Francesco Pavoncelli. Fondato nel 1512 per volontà del Comune, si trova fuori dalla passeggiata di circonvallazione. Bello l'affresco cinquecentesco incastonato nell'altare seicentesco (Bartolomeo Manni, 1697). Le pitture delle volte rappresentano l'incoronazione di Maria (Giacomo Gritti, 1858) mentre l'opera più preziosa è rappresentata dal dipinto di Enea Salmeggia detto il Talpino (1597), un olio su tela di grandi dimensioni (320x270) che rappresenta il Terz'Ordine Francescano San Francesco d'Assisi e l'Ordie dei Terziari Francescani.

- Chiesa dei Santi Fermo e Rustico, anticamente di san Salvatore, di origine longobarda, ma con modifiche risalenti al XV secolo. Costruita sopra i resti di un tempio romano dedicato alla dea Minerva. Sorge fuori dal borgo ed è forse la più antica del territorio (cit. pergamena del 1282), affreschi testimoniano ex voto in occasione delle ricorrenti pestilenze, mentre una bella tela centinata rappresenta la Madonna col Bambino con i due santi titolari Fermo e Rustico.

- Chiesa della Madonna della Neve, del XVII secolo. La prima citazione è del 1667 (vescovo Daniele Giustiniani) e la indica extra oppidum versus meridiem, cioè fuori le mura era anche chiamata Madonna di sant'Agata. Modifiche importanti del secolo XIX l'hanno ridotta di un'intera campata, facendola arretrare per allargare una strada di circonvallazione.

- Chiesa di San Michele Arcangelo. Di ridotte dimensioni, è di origine longobarda e già citata in documenti del VII secolo. Serviva a segnare il territorio come cristianizzato in un'era dove la religione cristiana non era ancora capillarmente diffusa. La sua vicinanza attuale al cimitero non la lega a quest'ultimo che vi fu spostato più tardi (metà del Settecento).

- Monastero dell'Incoronata con annessa chiesa. Edificato anch'esso per volere del condottiero Bartolomeo Colleoni, si caratterizza per la semplicità del proprio aspetto, a partire dalle linee e dai materiali di cui è composto. All'interno si possono ammirare numerosi affreschi tra cui spiccano quelli secenteschi di Pietro Baschenis raffiguranti Storie della passione e altri affreschi. La ristrutturazione del presbiterio (architetto Giuseppe Pinetti) ha introdotto luoghi liturgici assolutamente moderni ed essenziali che hanno modificato l'austero aspetto originario in un luogo più aperto e luminoso. Interessanti l'organo bachiano e l'acquasantiera gotica, due arredi anch'essi di recente introduzione. Si percepisce chiaramente la divisione in due aule (tipica dei conventi), anche se le grandi cancellate che separavano i frati dal popolo sono state rimosse.
- Chiesa di San Rocco. Posta fuori dal centro cittadino e di piccole dimensione è indicata già nella visita pastorale del vescovo Vittore Soranzo del 1555. San Carlo Borromeo durante la sua visita del 1575, ne ordinò la demolizione, ma la fede dei martinenghesi verso il santo taumaturgo era importante, per questo l'edificio fu ristrutturato così che fosse ancora idoneo alle celebrazioni.

### Architetture civili

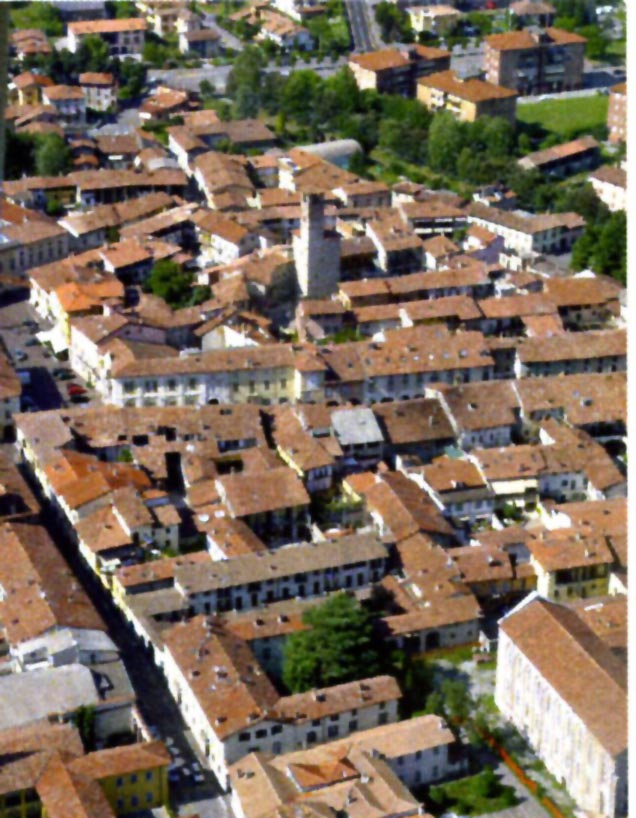
Veduta aerea del centro storico di Martinengo

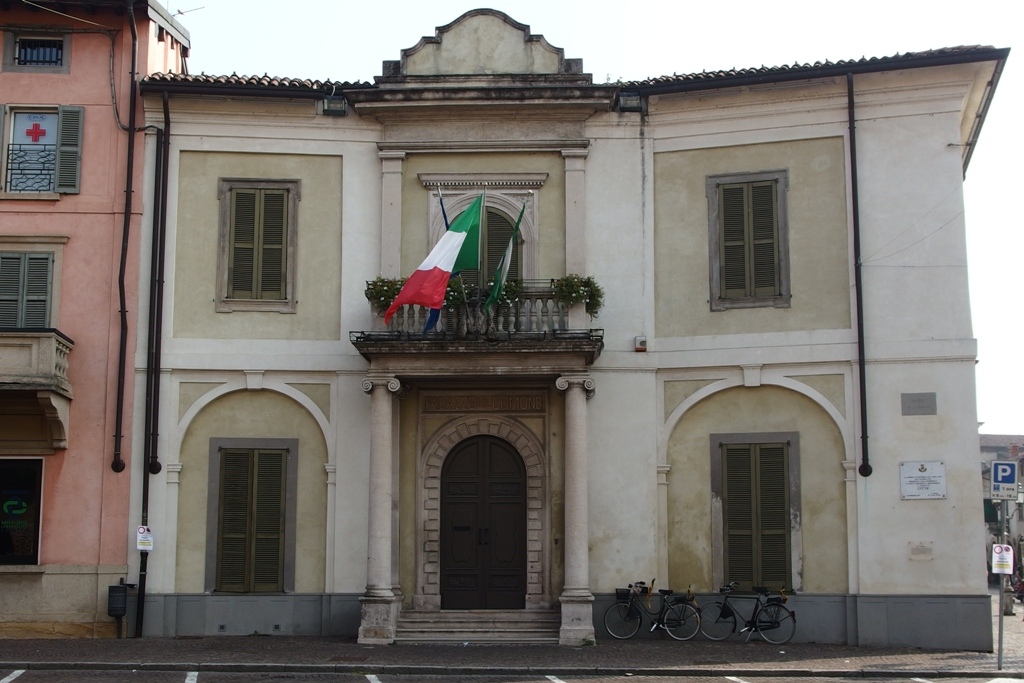
Municipio

Il centro storico del paese è un esempio di borgo medievale, nel quale si sono fuse le architetture dei secoli successivi, senza snaturarne l'anima originale. Compreso all'interno di una cinta muraria dotata di terrapieni visibili, presenta vie lastricate, edifici con portici molto caratteristici. In tale contesto si inseriscono:
- il Castello dei Martinengo di antichissima origine, sede delle principali istituzioni per tutta l'epoca medievale, in fase di restauro;
- la Casa del Capitano, edificio costruito nel XV secolo da Bartolomeo Colleoni e posto addossato al fossato con una torre con bifore, l'unica esistente sul territorio comunale.

## Società

### Evoluzione demografica
Abitanti censiti

### Etnie e minoranze straniere
Al 31 dicembre 2023 gli stranieri residenti nel comune erano 2 018, ovvero il 18,4% della popolazione. Di seguito sono riportati i gruppi più consistenti:
1. India 515
2. Marocco 455
3. Romania 282

## Cultura

### Cinema

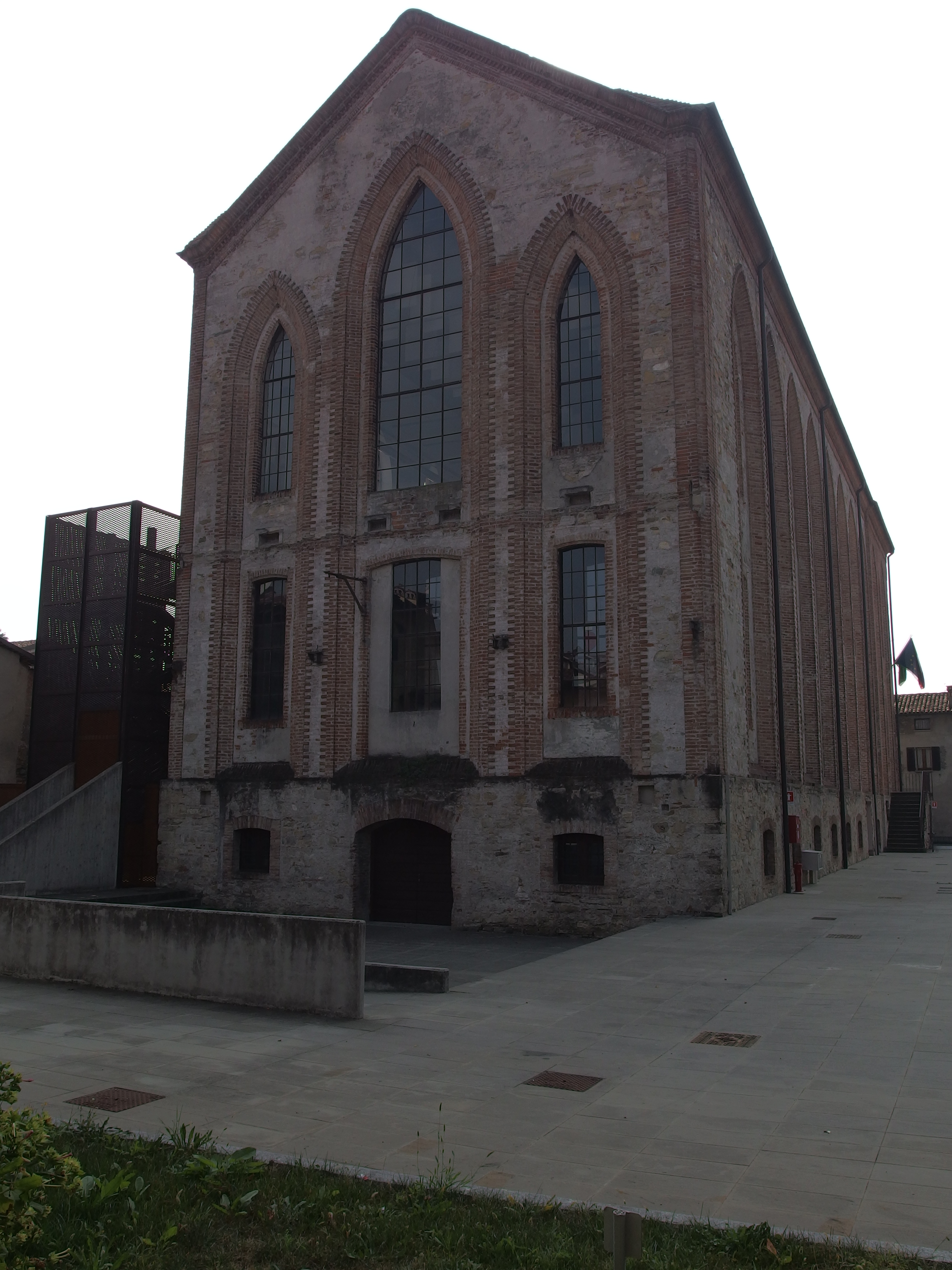
Filandone

A Martinengo e nei limitrofi comuni di Palosco, Mornico al Serio e Cividate al Piano sono state girate le scene del film di Ermanno Olmi L'albero degli zoccoli, Palma d'oro per il miglior film del festival di Cannes del 1978. Tali luoghi sono stati scelti per rappresentare la Treviglio di fine Ottocento. Tra le scene girate a Martinengo, quella nel vecchio opificio industriale del Filandone.

### Eventi
- Tutte le prime domeniche del mese: Mercato dell'antiquariato sotto i portici medievali.
- 5 febbraio: Sant'Agata, festività patronale.
- Autunno a Martinengo: fra settembre e novembre, oltre 50 manifestazioni, fra le quali:
- Prima e seconda domenica di ottobre: Festa del santuario della "Madonna della Fiamma".
- Seconda domenica di ottobre: concorso di pittura, sezione contemporanea, sezione estemporanea
- Secondo sabato di ottobre: Palio delle Porte, Gara internazionale di atletica su strada.
- Terza domenica di ottobre: Palio dei Cantù, con sfilata storica di 500 figuranti e corsa con asini.

## Infrastrutture e trasporti
Fra il 1888 e il 1931 la località era servita da una fermata posta lungo la tranvia Bergamo-Soncino.